# Grigori
Els grigori (del grec egrēgoroi, que significa observadors o vigilants), també coneguts com a fills d'Elohim (en hebreu בני האלהים, bnei ha elohim); són un grup d'àngels caiguts de la mitologia judeocristiana esmentats en alguns textos apòcrifs bíblics i en el Llibre del Gènesi. En aquests textos s'esmenta que els grigori van ser éssers que es van aparellar amb les "filles dels homes"; naixent d'aquesta unió una raça de gegants coneguda com els nefilim. Segons el Llibre d'Henoc, els grigori sumen un nombre de 200 però només els seus líders són esmentats:
| «           | Aquests són els noms dels seus caps: Samyaza, que era el seu líder, Urakabarameel, Akibeel, Tamiel, Ramuel, Danel, Azkeel, Saraknyal, Asael, armers, Batraal, Anan, Zavebe, Samsaveel, Ertael, Turel, Yomyael i Azazel (també conegut com Azazel). Aquests eren els prefectes dels dos-cents àngels, i la resta eren tots amb ells. | » |
| — Henoc 7:9 | |   |

## Presència en els textos religiosos
A la Bíblia: en el llibre de Gènesi, es conserva part d'aquest relat, en què es parla d'aquests àngels referint-se a ells com fills d'Elohim que van prendre per a si dones, i van engendrar gegants (anomenats nefilim). El motiu segons la Bíblia pel qual Elohim no va acceptar aquests fets estaria indicat en la següent frase: "No meu alè de vida no es mantindrà per sempre en els homes, perquè són de carn mortal. No viuran més de cent vint anys" (Gènesi 6:1-4). Sent la interpretació d'aquesta frase segons els erudits, que Elohim no va desitjar que romangués per sempre el seu esperit (essència de vida) en l'home, ja que amb això l'home viuria molt més del que desitja, o viuria per sempre.
Al Llibre d'Henoc: (llibre que forma part del cànon de l'Església Ortodoxa etíop, però considerat apòcrif per altres esglésies cristianes), Henoc a més de nomenar el nombre i els noms dels principals grigori, igualment esmentaria aquest relat més detalladament, comptant a més el tipus de càstig que van patir aquests éssers i els seus fills.
En unir la història d'ambdós textos es dona a entendre que el càstig d'aquests àngels s'hauria realitzat després de la creació de l'home, a diferència d'altres mites que relacionen aquests fets amb Llucifer, el qual s'indica en aquestes creences i llegendes que hauria estat castigat abans de la creació bíblica del món. No obstant això cal tenir en consideració que igualment en el llibre d'Henoc es compte que ja abans d'aquests esdeveniments, hi havia castigades 7 estels semblants a grans muntanyes. Elles cremarien, a la presó de les estrelles i dels poders del cel per haver transgredit el manament de Yahweh, des del començament del seu ascens, per no haver arribat al seu temps, per la qual cosa Elohim es va irritar contra elles i les va encadenar fins al temps de la consumació de la seva culpa per sempre.
Al Llibre dels Jubileus: (text apòcrif escrit probablement al segle ii o III aC), s'esmenta que aquests àngels són fills dels elohim ('senyors'), un antic plural majestàtic del Déu hebreu, o el possible indici d'un origen politeista del judaisme. En aquest llibre es parla que aquests éssers eren gegants que havien baixat a la Terra perquè no tenien companyia femenina. Els elohim els havien enviat a la terra per ensenyar a la humanitat la veritat i la justícia, però aquests van decidir pactar i desobeir la seva missió i les regles. Aquest text ofereix una versió diferent del propòsit pel qual els Vigilants van baixar inicialment a la Terra, i complementa la descripció d'aquests éssers.